# Subhumans (England)
Subhumans ist eine englische Anarcho-Punk-Band aus Warminster in Wiltshire.

## Geschichte
Sänger Dick hatte vor der Gründung der Subhumans bei der Band The Mental gesungen und mit dieser eine EP veröffentlicht. Gitarrist Bruce war Mitglied der ebenfalls aus Warminster stammenden Band Stupid Humans gewesen. Er und Dick begegneten sich 1980 bei einem Angelic-Upstarts-Konzert und gründeten die Subhumans, als ihre jeweiligen Bands sich auflösten.
Die Band Flux of Pink Indians veröffentlichte von 1981 bis 1983 die ersten drei EPs Demolition War E.P., Reason for Existence und Religious Wars sowie das Debütalbum The Day the Country Died der Subhumans auf Spiderleg Records. 1983 gründete die Band Bluurg Records, wo sie ihre Aufnahmen selbst veröffentlichte. Posthum erschien dort auch die LP 29:29 Split Vision nach der Auflösung der Band 1985. Vor ihrer Auflösung hatte die Band 262 Konzerte einschließlich mehrerer Tourneen in Europa und zweier in den USA gespielt. Dick schloss sich der Ska-Punk-/Reggae-Band Culture Shock an und spielte ab 1989 bei der Ska-Punk-Band Citizen Fish zusammen mit dem Subhumans-Bassisten Phil und dem Subhumans-Schlagzeuger Trotsky.
1991 gab die Band zwei Konzerte. 1998 holten Dick, Phil und Trotsky Bruce zurück und versuchten, die Band zu reformieren. Seitdem gaben sie gelegentlich Tourneen und veröffentlichten eine limitierte CD mit alten, unveröffentlichten Liedern namens Unfinished Business. Im April 2003 wurde ein Auftritt in Corona, Kalifornien im Rahmen einer US-Tournee aufgenommen, das als Teil der Serie Live in a Dive bei Fat Wreck Chords erschien. Wie bei Citizen Fishs Veröffentlichungen bei Lookout! und Alternative Tentacles wurden keine Verträge geschlossen, sondern die Bands an Einnahmen und Tantiemen beteiligt.
Nach der Wiedervereinigung der Band dauerte es bis 2007, das folgende Album Internal Riot herauszubringen. Dick Lucas begründet dies mit den Aktivitäten ihrer anderen Band Citizen Fish sowie den Umzügen des Bassisten Phil nach Spanien und des Schlagzeugers Trotsky nach Deutschland im Jahr 2003, sodass die Band nur ungefähr dreimal im Jahr proben konnte und nur langsam neue Stücke fertigstellen konnte. Trotsky lebt jedoch auf dem Land, wo die Band ohne Gefahr der Lärmbelästigung proben kann, und über Pid von Contempt kam die Band mit einem Musikerkollektiv mit einem Gebäude mit Proberäumen in einer Stadt nahe Phils Dorf in Kontakt. Dick Lucas’ Material entstand nicht gezielt für die eine oder andere Band.

## Stil
Musikalische Einflüsse waren laut Fat Wreck Chords eine Mischung aus Sex Pistols, The Damned und ähnlichen Punk-Pionieren sowie älteren Künstlern wie King Crimson und Frank Zappa, was zu einem Stil mit komplexeren Strukturen als bei anderen Punk-Bands führte, ohne jedoch die Energie und Dynamik des Punk zu verlieren. James Christopher Monger von Allmusic ordnet die Band im Mittelfeld zwischen The Clashs politischem Liedgut und „Crass’ experimenteller Kriegführung“ ein. Sein Kollege Adam Bregman vergleicht sie mit The Clash und Conflict, wobei ihre Musik in mehr als einer Hinsicht anders als die dieser beiden Bands sei. Wie The Clash experimentierte die Band mit Ska- und Reggae-Beats, die Musik der Subhumans jedoch sei etwas simpler gewesen. Die Band sei „immer ziemlich einfach“ gewesen. Oft klängen ihre Lieder gleich. Victor W. Valdivia sieht in ihrer Musik „nichts wegweisendes oder besonders charakteristisches“, der Band fehle es jedoch nicht an Energie. Charles Spano wiederum attestiert der Band eine charakteristische und einflussreiche Mischung aus „Sex-Pistols-Dreck, Hardcore-Intensität und Ska-Punk“, wobei letzterer vom Nachfolger Citizen Fish perfektioniert worden sei. Ihr Live-Album Live in a Dive beweise, welche Wirkung ihre Musik gehabt habe und wie relevant sie bleibe. Er vermeide es, Politiker etwa in Liedern namentlich zu nennen, da sie kurzlebig und einige Jahre später irrelevant würden, aber Krieg und Ausbeutung anscheinend endlos seien.
Dicks Texte sind von sozialem Bewusstsein geprägt und kritisch gegenüber sozialen Normen und trugen zur Einordnung in die Anarcho-Punk-Nische der wachsenden britischen Punk-Szene der 1980er neben Crass, Antisect, Conflict und Flux of Pink Indians. Monger bezeichnet Subhumans als „eine der gebildeteren und musikalisch athletischeren britischen Punk-Ensembles zwischen 1980 und 1985“. Die Band habe sowohl die Regierung als auch ihr Volk herausgefordert, nicht nur gegen die Welt zu wüten, sondern sie zu verbessern. Bregman schreibt, die meisten ihrer Alben hätten ein allgemeines Thema: wie die Gesellschaft Menschen im jungen Alter in die Falle eines Lebens von Gehorsam, Lohnsklaverei und Konformität locke, auch Apathie, Einheit, Revolution und religiöse Kriege bezeichnete er als übliche Themen der Subhumans. Anders als bei The Clash würden die Themen fast immer geradeheraus geäußert. Subhumans sei zwar eine im Vergleich zu vielen anderen Punk-Bands eloquente, habe aber oft „Schwarz-weiß-Themen“ behandelt. Dick Lucas selbst merkte zum neuen Album an, textlich sei die Sichtweise aktualisiert, nach 20 Jahren habe sich nicht viel verändert, Unterdrückung, Krieg und sozialer Verfall seien immer noch aktuell. Wenn das Thema repetitiv wirke, sei dies der Fall, weil das Thema immer noch von Bedeutung sei. Die Texte der Band kritisieren „beständig den Teil der Bevölkerung, der die von Gesellschaft und System vorgegebenen Normen blind übernimmt und wie ein Rädchen in einer gigantischen Maschine willenlos funktioniert“. Die Band „unterstützte die Friedensbewegung und nahm in ihren Stücken immer wieder gegen den Rüstungswahn Stellung“. Wolfgang Sterneck zählt die Subhumans zu den „anarcho-pazifistisch orientierten Bands der ersten Hardcore-Generation“. Dick Lucas jedoch bezeichnet sich selbst nicht als Anarchisten und gab an, den Anarchismus nicht studiert zu haben. Die Band akzeptierte bei Tourneen bereitwillig geringe Gagen, um ihre Selbstständigkeit zu bewahren und verschiedene Projekte, wie zum Beispiel besetzte Häuser, zu unterstützen. Außerdem schränkte sie die Eintrittspreise ihrer Konzerte ein, vermied Agenturen und sah keine Notwendigkeit für einen Manager. Lucas erklärte dazu: „Du kannst nicht darauf hoffen, etwas in einem bedeutsamen Maße rüber zu bringen, wenn die Band von den Mechanismen der Musikindustrie umgeben ist, welche das Image über die Realität, den Profit über die Botschaft und die Band über das Publikum stellt.“
Valdivia zufolge klingt die Band auf den frühen EPs „hungrig und voller Energie“. Textlich sei die Band nicht gerade wegweisend, alle Stücke seien „Die-Gesellschaft-ist-scheiße-die-Welt-hasst-mich-Lieder“ und die Musik sei ziemlich standardmäßiger Punk ohne jedwede Komplexität, aber die Band sei fähig zu großartigen Melodien wie in Animal und gelegentlich einem geistreichen Vers. Sogar die weniger unverkennbaren Lieder seien brutal und effizient gespielt, und es gebe keine Ausfälle. Die EP-LP mit dem Material der ersten vier EPs sei ein großartiger Startpunkt, um die Subhumans kennenzulernen. Spano bezeichnet All Gone Dead vom Debütalbum The Day the Country Died als „the Clash-esque“, nennt außerdem Nothing I Can Do und das „thrashige“ Mickey Mouse Is Dead als Höhepunkte des Albums. Das Album gilt als Klassiker, der sich 100.000 Mal verkaufte.
Bei der Live-Version von I Don’t Wanna Die auf der EP Time Flies But Aeroplanes Crash ist Dick Lucas’ Stimme kräftiger als sonst. Das auf der EP ebenfalls enthaltene Stück Susan basiert hauptsächlich auf Lucas’ Gesang und Klavier mit nur wenig Gitarren- und Basseinsatz, Work Rest Play Die hat laut Bregman einen an The Clash erinnernden Groove. Susan erzählt die Lebensgeschichte einer Frau, die „versucht den vorgegebenen Werten zu folgen und daran innerlich zerbricht. Nach dem Abschluß der Schule arbeitet Susan in einer Fabrik, da sie ihr Ziel Sekretärin zu werden nicht verwirklichen kann. Gemäß den gesellschaftlichen Normen heiratet sie und wird bald Mutter ohne beides wirklich zu wollen. Aufkommende Depressionen versucht sie mit Tabletten zu unterdrücken, vor der zwischenmenschlichen Kälte, der Entfremdung und ihrer Perspektivlosigkeit flüchtet sie letztlich in den Freitod.“ Ihre Familie wiederum nutzt das Geld von Susans Versicherung für einen Urlaub. Ihr Grab wird nicht besucht und ihr Epitaph von niemandem gelesen. Bregman schreibt zu From the Cradle to the Grave, die Texte handelten von den üblichen Themen, das Problem sei hier jedoch die Musik. Das Material nach dem zweiten Lied Waste of Breath, das nicht schlecht sei, beschreibt er als „Punk-Prog-Rock“. Das die gesamte B-Seite einnehmende Titelstück beinhaltet einen laut Bregman „vermasselt klingenden Reggae-Beat“ und militärisch klingendes Trommeln. Der Tonträger sei für Subhumans-Verhältnisse lang und schwer anzuhören. Bei Worlds Apart merkt er an, Apathie, Geschäftsleute und Regierungsoberhäupter seien nicht gerade riskante Angriffsziele im Kontext des britischen 1980er-Jahre-Punk gewesen. Die Musik sei jedoch relativ abwechslungsreich, mit viel Nachhall und mehr als genug Wiedererkennungswert. Dies sei eine der besten Subhumans-Veröffentlichungen, der Großteil ihrer Musik klinge jedoch veralteter als die anderer Bands dieser Zeit. 29:29 Split Vision ist laut Bergman ihre möglicherweise anspruchsvollste Veröffentlichung und für die Band relativ abwechslungsreich. Er nennt Think for Yourself als Beispiel für die seiner Meinung nach generischen Texte, jedoch rocke das Lied mit seiner hallenden Gitarre und Dick Lucas’ Aufschreien. Musikalisch sei 29:29 Split Vision vermutlich ihr reifstes Werk.
Won’t Ask You Again von Internal Riot richtet sich gegen Vertrauen darauf, dass der Staat die von ihm selbst erschaffenen Probleme löse. Never-Ending War Song ist vom Irakkrieg inspiriert. Dick Lucas versuchte hier, kein eingängiges Antikriegslied zum Mitsingen zu schreiben, sondern die Sichtweise im Krieg involvierter Personen zu analysieren, insbesondere von George W. Bush und den USA bedrohter Länder und des Geisteszustandes, der Menschen zu Selbstmordattentätern mache, und der Konzernmentalität, die die Produktion von Kriegsprofiten rationalisiere. Supermarket Forces und in geringerem Ausmaße This Is Not An Advert richten sich gegen die Identität von Ortschaften zerstörenden Konzerne.

## Diskografie
- Demolition War E.P. (EP, 1981, Spiderleg Records)
- Reason for Existence (EP, 1982, Spiderleg Records)
- Religious Wars (EP, 1982, Spiderleg Records)
- The Day the Country Died (1983, Spiderleg Records)
- Evolution (EP, 1983, Bluurg Records)
- Time Flies But Aeroplanes Crash (EP, 1983, Bluurg Records)
- From the Cradle to the Grave (1983, Bluurg Records)
- Rats (EP, 1984, Bluurg Records)
- Worlds Apart (1985, Bluurg Records)
- EP-LP (Compilation, 1985, Bluurg Records)
- 29:29 Split Vision (1986, Bluurg Records)
- Unfinished Business (1998, Bluurg Records)
- Time Flies + Rats (1990, Bluurg Records)
- Live in a Dive (Live-Album, 2004, Fat Wreck Chords)
- Internal Riot (2007, Bluurg Records)
- Crisis Point (2019, Pirates Press Records)